# Rhea (mytologi)
 For alternative betydninger, se Rhea. (Se også artikler, som begynder med Rhea)
Rhea (græsk: Ῥέα) er en titan fra den græske mytologi. Hun er datter af jordgudinden Gaia og himmelguden Uranos. Hun er gift med sin bror Kronos. I de tidligste fortællinger er hun kendt som "gudernes moder". Rhea er derfor stærkt knyttet til Gaia og den frygiske gudinde Kybele, som har lignende religiøse associationer. De klassiske grækere opfattede hende som de olympiske guder og gudinders moder, men ikke som en olympisk gudinde i sin egen ret. Rheas romerske modstykke er gudinderne Magna Mater og Ops.

## Etymologi
De fleste oldgræske lingvister mente, at navnet Rhea kom af ordet "jord" (ἔρα). Platon og Chrysippos forbandt dog ordet med ῥέω (rheo), der betyder "strøm" eller "udløb", hvilket bl.a. blev understøttet af H.G. Liddell og Robert Scott. Rhea kan også sættes i forbindelse med det græske ord for granatæble, ῥόα.
Navnet Rhea er muligvis af førgræsk eller minoisk oprindelse.

## Mytologi
Ifølge Hesiod fik Kronos og Rhea seks børn: Hestia, Demeter, Hera, Hades, Poseidon og Zeus. Gaia og Uranos fortalte Kronos, at han var skæbnebestemt til at blive styrtet fra sin trone, lige som han selv i sin tid havde styrtet sin far. Kronos slugte derfor alle sine børn fra fødslen. Rhea, Uranos og Gaia udtænkte en plan, der skulle redde det sidste barn, Zeus. Rhea fødte i al hemmelighed Zeus på øen Kreta, og i stedet for det nyfødte drengebarn overrakte hun Kronos en sten svøbt i barselsklæder, som han slugte øjeblikkeligt. Rhea gemte Zeus i en grotte ved Idabjerget, hvor han enten voksede op hos en nymfe eller ged ved navn Amalthea.
Ifølge Platon var Forkys, Kronos og Rhea Okeanos' og Thetys' børn.

## Rhea-kulten
Rhea blev ikke i nævneværdig grad dyrket som en religiøs skikkelse af oldtidens grækere, og hendes kultfølge var lille. Hun blev oprindeligt tilbedt på øen Kreta, hvor hun ifølge fortællingerne havde født tordenguden Zeus. Rhea-følgernes kultiske handlinger omfattede bl.a. rytmiske trommedanse, hvis formål det var at vække religiøs ekstase. Trommerne i Rhea-kultens ritualer inspirerede sandsynligvis den senere Kybele-kults brug af samme instrument. Ligheden mellem de to gudinder var så markant, at nogle frygere opfattede Kybele som den flygtede Rhea, der var rejst fra Idabjerget på Kreta til Idabjerget i Frygien. Vergil udtrykte imidlertid en modsat opfattelse, og han havde sandsynligvis ret i, at Kybele via grækernes kulturelle udveksling kom fra Frygien til Kreta, hvor hun blev omfortolket til Rhea eller identificeret med en lokal guddom.

## Ikonografi
Rhea optræder kun i græsk kunst fra det 4. århundrede f.Kr., hvor hendes ikonografi er stærkt inspireret af Kybeles ikonografi. De to gudinder kan derfor være vanskelige at skelne fra hinanden. De ses begge ofte siddende på en trone flankeret af løver. Rhea blev også portrætteret som ridende på en løve eller stående i en stridsvogn trukket af to løver. Kybeles romerske modstykke var Magna Mater, som i den romerske mytologi blev opfattet som en trojansk guddom, mens Rhea blev kædet sammen med gudinden Ops.

## Rhea i den oldgræske litteratur
Homer opfattede Rhea som gudernes moder, men hun var ikke en universel modergudinde som frygernes Kybele, som hun senere blev identificeret med.
I Apollonios Rhodios' Argonautertogtet er Rhea og Kybeles sammensmeltning fuldbragt.

## Moderne navnefæller
Fugleslægten rhea (dansk: nanduer) er opkaldt efter gudinden Rhea. Det samme er Saturns næststørste måne.